# 王敏政
王敏政，字九經，漢軍正黃旗，清朝官員，他於1704年調任分巡台廈道。

## 生平
身為官學生的王敏政，於1704年（康熙43年）從興泉道任內轉調分巡台廈道。任內多以「蕃政」為重點。1710年任滿升任廣東雷瓊道。